# Élections municipales de 2026 dans le Rhône et la métropole de Lyon
Pour un article plus général, voir Élections municipales françaises de 2026.
Ne doit pas être confondu avec Élections métropolitaines de 2026 dans la métropole de Lyon.
Les élections municipales dans le Rhône et la métropole de Lyon sont prévues en mars 2026. Cette page ne traite que les communes de 3 500 habitants et plus dans le Rhône et la métropole de Lyon.

## Contexte politique local
Depuis les dernières élections municipales, qui ont connu le plus grand taux d'abstention durant la Ve République dans Rhône, les rhodaniens sont retournés aux urnes six fois.
Les élections départementales de 2021 a vue la majorité LR être renforcée de 3 sièges et la minorité départementale reste stable, alors que la gauche sort définitivement du conseil départemental.
Les élections régionales de 2021 voit la liste LR menée par Laurent Wauquiez gagner un siège, tandis que celles du Rassemblement national d'Andréa Kotarac et de l'union de la gauche (les trois listes menées par Fabienne Grébert d'EÉLV, la socialiste Najat Vallaud-Belkacem et la communiste Cécile Cukierman ayant décidé de fusionner entre les deux tours) perdent toutes deux un siège. La liste centriste ménée par Bruno Bonnell échoue à entrer au conseil régional à moins de 0,20 points.
L'élection présidentielle française de 2022 dans le Rhône a vu Emmanuel Macron, avec 30,61 %, arriver en premier, suivi de Jean-Luc Mélenchon avec 25,20 % et par Marine Le Pen avec 16,55 %.
Les élections législatives de la même année ont vu la gauche se rassembler sous la bannière de la Nouvelle Union populaire écologique et sociale, ou NUPES.
Dans la majorité présidentielle, Thomas Rudigoz (1re, LREM), Anne Brugnera (4e, LREM), Blandine Brocard (5e, MoDem), Thomas Gassilloud (10e, Agir), Jean-Luc Fugit (11e, LREM) et Cyrille Isaac-Sibille (12e, MoDem) conservent tous leur siège. La République en marche conserve tout de même un autre siège, puisque Sarah Tanzilli est élue alors que la députée sortante Danièle Cazarian a décidé de ne pas se représenter.
Elle perd néanmoins 4 sièges : Jean-Louis Touraine (3e, LREM) cède sa place à Marie-Charlotte Garin (EÉLV), Bruno Bonnell (6e, LREM) cède indirectement son siège à Gabriel Amard (LFI) puisqu'il a démissionné fin juin suite à sa nomination à la tête de France 2030, Anissa Khedher (7e, LREM) cède sa place à Alexandre Vincendet (LR) et Yves Blein (14e, LREM) cède son siège à Idir Boumertit (LFI).
Hubert Julien-Laferrière (2e, GÉ) et Nathalie Serre (8e, LR) conservent leur siège tandis que Bernard Perrut (9e, LR), qui ne se représente pas, cède son mandat à Alexandre Portier (LR).
Lors des élections européennes du 9 juin 2024, la liste du Rassemblement national reçoit 23,66 % des voix, suivi par celle d'Ensemble pour la République, avec 15,49 %, celle du Parti socialiste et de Place publique, avec 14,54 %, puis par celle de la France insoumise, avec 14,11 %.
À la surprise quasi-générale, le Chef de l'État annonce la dissolution de l'Assemblée nationale, qui fait que les 577 députés français démissionnent d'office et de nouvelles élections sont convoquées.
Lors de ces élections législative anticipées, la majorité présidentielle ne conserve que quatre députés : Blandine Brocard (5e, MoDem), Thomas Gassilloud (10e, Agir-RE), Jean-Luc Fugit (11e, RE) et Cyrille Isaac-Sibille (12e, MoDem).
La nouvelle union de la gauche, le Nouveau Front populaire, conserve ses trois députés sortants, soit Marie-Charlotte Garin (3e, LÉ), Gabriel Amard (6e, LFI) et Idir Boumertit (14e, LFI), et réussi à gagner quatre sièges : Thomas Rudigoz (1re, RE) pert son siège en faveur d'Anaïs Belouassa-Cherifi (LFI), Hubert Julien-Laferrière (2e, ÉCO) cède sa place à Boris Tavernier (LÉ), Anne Brugnera (4e, RE) perd face à Sandrine Runel (PS) et Alexandre Vincendet (7e, HOR) est battu par Abdelkader Lahmar (LFI).
Le Rassemblement national réussi a faire élire deux députés : Jonathan Géry gagne contre Nathalie Serre (8e, LR) et Tiffany Joncour l'emporte face à Sarah Tanzilli (13e, RE).

## Résultats à l'échelle du département

### Maires sortants et maires élus
| Commune                    | Population (en 2022) | Maire sortant(e)        | Parti | Parti   | Maire élu(e) | Parti | Parti |
| -------------------------- | -------------------- | ----------------------- | ----- | ------- | ------------ | ----- | ----- |
| Amplepuis                  | 4 858                | René Pontet             |       | DVD     |              |       |       |
| Anse                       | 8 139                | Daniel Pomeret          |       | PRV     |              |       |       |
| L'Arbresle                 | 6 469                | Pierre-Jean Zannettacci |       | PS      |              |       |       |
| Arnas                      | 4 408                | Michel Romanet-Chancrin |       | UDI-FED |              |       |       |
| Beauvallon                 | 4 198                | Yves Gougne             |       | DVD     |              |       |       |
| Belleville-en-Beaujolais   | 13 767               | Frédéric Pronchery      |       | DVD     |              |       |       |
| Brignais                   | 12 330               | Serge Bérard            |       | DVD     |              |       |       |
| Brindas                    | 6 718                | Frédéric Jean           |       | DVD     |              |       |       |
| Bron                       | 42 850               | Jérémie Bréaud          |       | LR      |              |       |       |
| Caluire-et-Cuire           | 43 479               | Philippe Cochet         |       | LR      |              |       |       |
| Chabanière                 | 4 274                | Jean-Pierre Cid         |       | DVD     |              |       |       |
| Champagne-au-Mont-d'Or     | 6 124                | Véronique Gazan         |       | DVC     |              |       |       |
| Chaponnay                  | 4 519                | Nicolas Varigny         |       | LR      |              |       |       |
| Chaponost                  | 9 217                | Damien Combet           |       | DVD     |              |       |       |
| Charbonnières-les-Bains    | 5 272                | Gérald Eymard           |       | DVD     |              |       |       |
| Charly                     | 4 670                | Olivier Araujo          |       | LR      |              |       |       |
| Chassieu                   | 11 214               | Jean-Jacques Sellès     |       | DVD     |              |       |       |
| Chazay-d'Azergues          | 4 270                | Yves Chalandon          |       | LR      |              |       |       |
| Collonges-au-Mont-d'Or     | 4 604                | Alain Germain           |       | DVD     |              |       |       |
| Communay                   | 4 524                | Jean-Philippe Choné     |       | SE      |              |       |       |
| Condrieu                   | 3 945                | Philippe Marion         |       | DVD     |              |       |       |
| Corbas                     | 11 196               | Alain Viollet           |       | DVG     |              |       |       |
| Cours                      | 4 329                | Patrice Verchère        |       | LR      |              |       |       |
| Craponne                   | 12 170               | Sandrine Chadier        |       | DVD     |              |       |       |
| Dardilly                   | 8 980                | Rose-France Fournillon  |       | DVD     |              |       |       |
| Décines-Charpieu           | 29 905               | Laurence Fautra         |       | LR      |              |       |       |
| Écully                     | 18 019               | Sébastien Michel        |       | LR      |              |       |       |
| Feyzin                     | 9 727                | Marc Mamet              |       | PS      |              |       |       |
| Fontaines-sur-Saône        | 7 005                | Thierry Pouzol          |       | DVD     |              |       |       |
| Francheville               | 15 664               | Claire Pouzin           |       | LR      |              |       |       |
| Genas                      | 13 446               | Daniel Valéro           |       | HOR     |              |       |       |
| Genay                      | 5 632                | Valérie Giraud          |       | DVC     |              |       |       |
| Givors                     | 20 943               | Mohamed Boudjellaba     |       | DVG     |              |       |       |
| Gleizé                     | 7 824                | Ghislain de Longevialle |       | LR      |              |       |       |
| Grézieu-la-Varenne         | 6 284                | Bernard Romier          |       | LR      |              |       |       |
| Grigny-sur-Rhône           | 9 941                | Xavier Odo              |       | LR      |              |       |       |
| Irigny                     | 8 909                | Blandine Freyer         |       | RE      |              |       |       |
| Jonage                     | 6 109                | Lucien Barge            |       | LR      |              |       |       |
| Lentilly                   | 6 541                | Nathalie Sorin          |       | DVC     |              |       |       |
| Limas                      | 4 749                | Michel Thien            |       | LR      |              |       |       |
| Limonest                   | 3 933                | Max Vincent             |       | UDI-FED |              |       |       |
| Lyon                       | 520 774              | Grégory Doucet          |       | LÉ      |              |       |       |
| Marcy-l'Étoile             | 3 711                | Loïc Commun             |       | DVD     |              |       |       |
| Messimy                    | 3 565                | Marie-Agnès Berger      |       | DVD     |              |       |       |
| Meyzieu                    | 36 437               | Christophe Quiniou      |       | LR      |              |       |       |
| Millery                    | 4 323                | Françoise Gauquelin     |       | DVD     |              |       |       |
| Mions                      | 13 716               | Mickaël Paccaud         |       | LR      |              |       |       |
| Mornant                    | 6 261                | Renaud Pfeffer          |       | LR      |              |       |       |
| La Mulatière               | 6 554                | Véronique Déchamps      |       | DVD     |              |       |       |
| Neuville-sur-Saône         | 7 807                | Vincent Alamercery      |       | LÉ      |              |       |       |
| Oullins-Pierre-Bénite      | 37 928               | Jérôme Moroge           |       | LR      |              |       |       |
| Porte des Pierres Dorées   | 4 079                | Jean-Paul Gasquet       |       | DVD     |              |       |       |
| Pusignan                   | 4 145                | Anita Di Murro          |       | DVD     |              |       |       |
| Quincieux                  | 3 620                | Pascal David            |       | DVD     |              |       |       |
| Rillieux-la-Pape           | 31 479               | Alexandre Vincendet     |       | HOR     |              |       |       |
| Saint-Bonnet-de-Mure       | 6 988                | Jean-Pierre Jourdain    |       | RE      |              |       |       |
| Saint-Cyr-au-Mont-d'Or     | 6 113                | Patrick Guillot         |       | DVD     |              |       |       |
| Saint-Didier-au-Mont-d'Or  | 7 405                | Marie-Hélène Mathieu    |       | DVD     |              |       |       |
| Saint-Fons                 | 19 549               | Christian Duchêne       |       | DVG     |              |       |       |
| Saint-Genis-Laval          | 21 329               | Marylène Millet         |       | LC-LNC  |              |       |       |
| Saint-Genis-les-Ollières   | 5 370                | Didier Cretenet         |       | DVD     |              |       |       |
| Saint-Georges-de-Reneins   | 4 533                | Patrick Baghdassarian   |       | DVD     |              |       |       |
| Saint-Laurent-de-Mure      | 5 651                | Patrick Fiorini         |       | DVD     |              |       |       |
| Saint-Martin-en-Haut       | 3 917                | Régis Chambe            |       | DVD     |              |       |       |
| Saint-Pierre-de-Chandieu   | 4 588                | Raphaël Ibanez          |       | DVD     |              |       |       |
| Saint-Priest               | 49 193               | Gilles Gascon           |       | LR      |              |       |       |
| Saint-Symphorien-d'Ozon    | 6 076                | Pierre Ballesio         |       | DVD     |              |       |       |
| Saint-Symphorien-sur-Coise | 3 749                | Jérôme Banino           |       | DVD     |              |       |       |
| Sainte-Foy-lès-Lyon        | 21 893               | Véronique Sarselli      |       | LR      |              |       |       |
| Sathonay-Camp              | 7 039                | Damien Monnier          |       | DVC     |              |       |       |
| Soucieu-en-Jarrest         | 4 652                | Arnaud Savoie           |       | DVC     |              |       |       |
| Tarare                     | 10 881               | Bruno Peylachon         |       | LR      |              |       |       |
| Tassin-la-Demi-Lune        | 22 819               | Pascal Charmot          |       | LR      |              |       |       |
| Ternay                     | 5 582                | Mattia Scotti           |       | SE      |              |       |       |
| Thizy-les-Bourgs           | 5 794                | Ludovic Cherpin         |       | SE      |              |       |       |
| La Tour-de-Salvagny        | 4 460                | Gilles Pillon           |       | DVD     |              |       |       |
| Val d'Oingt                | 4 143                | Pascal Terrier          |       | DVG     |              |       |       |
| Vaugneray                  | 6 198                | Daniel Jullien          |       | UDI     |              |       |       |
| Vaulx-en-Velin             | 52 448               | Hélène Geoffroy         |       | PS      |              |       |       |
| Vénissieux                 | 66 701               | Michèle Picard          |       | PCF     |              |       |       |
| Vernaison                  | 5 175                | Julien Vuillemard       |       | LR      |              |       |       |
| Villefranche-sur-Saône     | 36 224               | Thomas Ravier           |       | UDI     |              |       |       |
| Villeurbanne               | 162 207              | Cédric Van Styvendael   |       | PS      |              |       |       |
| Vindry-sur-Turdine         | 5 283                | Christian Pradel        |       | DVC     |              |       |       |

### Résultats en nombre de maires
| Partis       | Partis                                                          | Maires sortants | Maires élus | Évolution |
| ------------ | --------------------------------------------------------------- | --------------- | ----------- | --------- |
|              | Divers droite                                                   | 31              |             |           |
|              | Les Républicains                                                | 23              |             |           |
| Total droite | Total droite                                                    | 54              |             |           |
|              | Divers centre                                                   | 4               |             |           |
|              | Horizons                                                        | 2               |             |           |
|              | Renaissance                                                     | 2               |             |           |
|              | Union des démocrates et indépendants                            | 2               |             |           |
|              | Union des démocrates et indépendants-Force européenne démocrate | 2               |             |           |
|              | Les Centristes - Le Nouveau Centre                              | 1               |             |           |
|              | Parti radical                                                   | 1               |             |           |
| Total centre | Total centre                                                    | 16              |             |           |
|              | Divers gauche                                                   | 4               |             |           |
|              | Parti socialiste                                                | 4               |             |           |
|              | Les Écologistes                                                 | 2               |             |           |
|              | Parti communiste français                                       | 1               |             |           |
| Total gauche | Total gauche                                                    | 11              |             |           |
|              | Sans étiquette                                                  | 3               |             |           |
| Total        | Total                                                           | 84              | 84          | -         |

## Résultats dans les communes de plus de 3 500 habitants

### Amplepuis
- Maire sortant : René Pontet (DVD)
- 27 sièges à pourvoir au conseil municipal (population légale 2022 : 4 858 habitants)
- 6 sièges à pourvoir au conseil communautaire (CA de l'Ouest Rhodanien)

| Tête de liste | Tête de liste | Parti(s) | Nuance | Premier tour | Premier tour | Second tour | Second tour | Sièges | Sièges |
| Tête de liste | Tête de liste | Parti(s) | Nuance | Voix         | %            | Voix        | %           | CM     | CC     |
| ------------- | ------------- | -------- | ------ | ------------ | ------------ | ----------- | ----------- | ------ | ------ |

### Anse
- Maire sortant : Daniel Pomeret (PRV)
- 29 sièges à pourvoir au conseil municipal (population légale 2022 : 8 139 habitants)
- 8 sièges à pourvoir au conseil communautaire (CC Beaujolais Pierres Dorées)

| Tête de liste | Tête de liste | Parti(s) | Nuance | Premier tour | Premier tour | Second tour | Second tour | Sièges | Sièges |
| Tête de liste | Tête de liste | Parti(s) | Nuance | Voix         | %            | Voix        | %           | CM     | CC     |
| ------------- | ------------- | -------- | ------ | ------------ | ------------ | ----------- | ----------- | ------ | ------ |

### L'Arbresle
- Maire sortant : Pierre-Jean Zannettacci (PS)
- 29 sièges à pourvoir au conseil municipal (population légale 2022 : 6 469 habitants)
- 7 sièges à pourvoir au conseil communautaire (CC du Pays de L'Arbresle)

| Tête de liste | Tête de liste | Parti(s) | Nuance | Premier tour | Premier tour | Second tour | Second tour | Sièges | Sièges |
| Tête de liste | Tête de liste | Parti(s) | Nuance | Voix         | %            | Voix        | %           | CM     | CC     |
| ------------- | ------------- | -------- | ------ | ------------ | ------------ | ----------- | ----------- | ------ | ------ |

### Arnas
- Maire sortant : Michel Romanet-Chancrin (UDI-FED)
- 27 sièges à pourvoir au conseil municipal (population légale 2022 : 4 408 habitants)
- 3 sièges à pourvoir au conseil communautaire (CA Villefranche Beaujolais Saône)

| Tête de liste | Tête de liste | Parti(s) | Nuance | Premier tour | Premier tour | Second tour | Second tour | Sièges | Sièges |
| Tête de liste | Tête de liste | Parti(s) | Nuance | Voix         | %            | Voix        | %           | CM     | CC     |
| ------------- | ------------- | -------- | ------ | ------------ | ------------ | ----------- | ----------- | ------ | ------ |

### Beauvallon
- Maire sortant : Yves Gougne (DVD)
- 29 sièges à pourvoir au conseil municipal (population légale 2022 : 4 198 habitants)
- 5 sièges à pourvoir au conseil communautaire (CC du Pays mornantais)

| Tête de liste | Tête de liste | Parti(s) | Nuance | Premier tour | Premier tour | Second tour | Second tour | Sièges | Sièges |
| Tête de liste | Tête de liste | Parti(s) | Nuance | Voix         | %            | Voix        | %           | CM     | CC     |
| ------------- | ------------- | -------- | ------ | ------------ | ------------ | ----------- | ----------- | ------ | ------ |

### Belleville-en-Beaujolais
- Maire sortant : Frédéric Pronchery (DVD)
- 35 sièges à pourvoir au conseil municipal (population légale 2022 : 13 767 habitants)
- 14 sièges à pourvoir au conseil communautaire (CC Saône-Beaujolais)

| Tête de liste | Tête de liste | Parti(s) | Nuance | Premier tour | Premier tour | Second tour | Second tour | Sièges | Sièges |
| Tête de liste | Tête de liste | Parti(s) | Nuance | Voix         | %            | Voix        | %           | CM     | CC     |
| ------------- | ------------- | -------- | ------ | ------------ | ------------ | ----------- | ----------- | ------ | ------ |

### Brignais
- Maire sortant : Serge Bérard (DVD)
- 33 sièges à pourvoir au conseil municipal (population légale 2022 : 12 330 habitants)
- 13 sièges à pourvoir au conseil communautaire (CC de la Vallée du Garon)

| Tête de liste | Tête de liste | Parti(s) | Nuance | Premier tour | Premier tour | Second tour | Second tour | Sièges | Sièges |
| Tête de liste | Tête de liste | Parti(s) | Nuance | Voix         | %            | Voix        | %           | CM     | CC     |
| ------------- | ------------- | -------- | ------ | ------------ | ------------ | ----------- | ----------- | ------ | ------ |

### Brindas
- Maire sortant : Frédéric Jean (DVD)
- 29 sièges à pourvoir au conseil municipal (population légale 2022 : 6 718 habitants)
- 6 sièges à pourvoir au conseil communautaire (CC des Vallons du Lyonnais)

| Tête de liste | Tête de liste | Parti(s) | Nuance | Premier tour | Premier tour | Second tour | Second tour | Sièges | Sièges |
| Tête de liste | Tête de liste | Parti(s) | Nuance | Voix         | %            | Voix        | %           | CM     | CC     |
| ------------- | ------------- | -------- | ------ | ------------ | ------------ | ----------- | ----------- | ------ | ------ |

### Bron
- Maire sortant : Jérémie Bréaud (LR)
- 43 sièges à pourvoir au conseil municipal (population légale 2022 : 42 850 habitants)

| Tête de liste            | Tête de liste   | Parti(s) | Nuance | Premier tour | Premier tour | Second tour | Second tour | Sièges |  |
| Tête de liste            | Tête de liste   | Parti(s) | Nuance | Voix         | %            | Voix        | %           | CM     |  |
| ------------------------ | --------------- | -------- | ------ | ------------ | ------------ | ----------- | ----------- | ------ |  |
|                          | Hervé Thibaud   | MoDem    |        |              |              |             |             |        |  |
|                          | Jérémie Bréaud, | LR       |        |              |              |             |             |        |  |
|                          |                 |          |        |              |              |             |             |        |  |
| Exprimés                 |                 |          |        |              |              |             |             |        |  |
| Votes blancs             |                 |          |        |              |              |             |             |        |  |
| Votes nuls               |                 |          |        |              |              |             |             |        |  |
| Total                    | Total           | Total    | Total  |              | 100          |             | 100         | 43     |  |
| Absentions               |                 |          |        |              |              |             |             |        |  |
| Inscrits / participation |                 |          |        |              |              |             |             |        |  |

### Caluire-et-Cuire
- Maire sortant : Philippe Cochet (LR)
- 43 sièges à pourvoir au conseil municipal (population légale 2022 : 43 479 habitants)

| Tête de liste | Tête de liste | Parti(s) | Nuance | Premier tour | Premier tour | Second tour | Second tour | Sièges |
| Tête de liste | Tête de liste | Parti(s) | Nuance | Voix         | %            | Voix        | %           | CM     |
| ------------- | ------------- | -------- | ------ | ------------ | ------------ | ----------- | ----------- | ------ |

### Chabanière
- Maire sortant : Jean-Pierre Cid (DVD)
- 29 sièges à pourvoir au conseil municipal (population légale 2022 : 4 274 habitants)
- 5 sièges à pourvoir au conseil communautaire (CC du Pays mornantais)

| Tête de liste | Tête de liste | Parti(s) | Nuance | Premier tour | Premier tour | Second tour | Second tour | Sièges | Sièges |
| Tête de liste | Tête de liste | Parti(s) | Nuance | Voix         | %            | Voix        | %           | CM     | CC     |
| ------------- | ------------- | -------- | ------ | ------------ | ------------ | ----------- | ----------- | ------ | ------ |

### Champagne-au-Mont-d'Or
- Maire sortante : Véronique Gazan (DVC)
- 29 sièges à pourvoir au conseil municipal (population légale 2022 : 6 124 habitants)

| Tête de liste | Tête de liste | Parti(s) | Nuance | Premier tour | Premier tour | Second tour | Second tour | Sièges |
| Tête de liste | Tête de liste | Parti(s) | Nuance | Voix         | %            | Voix        | %           | CM     |
| ------------- | ------------- | -------- | ------ | ------------ | ------------ | ----------- | ----------- | ------ |

### Chaponnay
- Maire sortant : Nicolas Varigny (LR)
- 27 sièges à pourvoir au conseil municipal (population légale 2022 : 4 519 habitants)
- 5 sièges à pourvoir au conseil communautaire (CC du Pays de l'Ozon)

| Tête de liste | Tête de liste | Parti(s) | Nuance | Premier tour | Premier tour | Second tour | Second tour | Sièges | Sièges |
| Tête de liste | Tête de liste | Parti(s) | Nuance | Voix         | %            | Voix        | %           | CM     | CC     |
| ------------- | ------------- | -------- | ------ | ------------ | ------------ | ----------- | ----------- | ------ | ------ |

### Chaponost
- Maire sortant : Damien Combet (DVD)
- 29 sièges à pourvoir au conseil municipal (population légale 2022 : 9 217 habitants)
- 10 sièges à pourvoir au conseil communautaire (CC de la Vallée du Garon)

| Tête de liste | Tête de liste | Parti(s) | Nuance | Premier tour | Premier tour | Second tour | Second tour | Sièges | Sièges |
| Tête de liste | Tête de liste | Parti(s) | Nuance | Voix         | %            | Voix        | %           | CM     | CC     |
| ------------- | ------------- | -------- | ------ | ------------ | ------------ | ----------- | ----------- | ------ | ------ |

### Charbonnières-les-Bains
- Maire sortant : Gérald Eymard (DVD)
- 29 sièges à pourvoir au conseil municipal (population légale 2022 : 5 272 habitants)

| Tête de liste | Tête de liste | Parti(s) | Nuance | Premier tour | Premier tour | Second tour | Second tour | Sièges |
| Tête de liste | Tête de liste | Parti(s) | Nuance | Voix         | %            | Voix        | %           | CM     |
| ------------- | ------------- | -------- | ------ | ------------ | ------------ | ----------- | ----------- | ------ |

### Charly
- Maire sortant : Olivier Araujo (LR)
- 27 sièges à pourvoir au conseil municipal (population légale 2022 : 4 670 habitants)

| Tête de liste | Tête de liste | Parti(s) | Nuance | Premier tour | Premier tour | Second tour | Second tour | Sièges |
| Tête de liste | Tête de liste | Parti(s) | Nuance | Voix         | %            | Voix        | %           | CM     |
| ------------- | ------------- | -------- | ------ | ------------ | ------------ | ----------- | ----------- | ------ |

### Chassieu
- Maire sortant : Jean-Jacques Sellès (DVD)
- 33 sièges à pourvoir au conseil municipal (population légale 2022 : 11 214 habitants)

| Tête de liste | Tête de liste | Parti(s) | Nuance | Premier tour | Premier tour | Second tour | Second tour | Sièges |
| Tête de liste | Tête de liste | Parti(s) | Nuance | Voix         | %            | Voix        | %           | CM     |
| ------------- | ------------- | -------- | ------ | ------------ | ------------ | ----------- | ----------- | ------ |

### Chazay-d'Azergues
- Maire sortant : Yves Chalandon (LR)
- 27 sièges à pourvoir au conseil municipal (population légale 2022 : 4 270 habitants)
- 5 sièges à pourvoir au conseil communautaire (CC Beaujolais Pierres Dorées)

| Tête de liste | Tête de liste | Parti(s) | Nuance | Premier tour | Premier tour | Second tour | Second tour | Sièges | Sièges |
| Tête de liste | Tête de liste | Parti(s) | Nuance | Voix         | %            | Voix        | %           | CM     | CC     |
| ------------- | ------------- | -------- | ------ | ------------ | ------------ | ----------- | ----------- | ------ | ------ |

### Collonges-au-Mont-d'Or
- Maire sortant : Alain Germain (DVD)
- 27 sièges à pourvoir au conseil municipal (population légale 2022 : 4 604 habitants)

| Tête de liste | Tête de liste | Parti(s) | Nuance | Premier tour | Premier tour | Second tour | Second tour | Sièges |
| Tête de liste | Tête de liste | Parti(s) | Nuance | Voix         | %            | Voix        | %           | CM     |
| ------------- | ------------- | -------- | ------ | ------------ | ------------ | ----------- | ----------- | ------ |

### Communay
- Maire sortant : Jean-Philippe Choné (SE)
- 27 sièges à pourvoir au conseil municipal (population légale 2022 : 4 524 habitants)
- 5 sièges à pourvoir au conseil communautaire (CC du Pays de l'Ozon)

| Tête de liste | Tête de liste | Parti(s) | Nuance | Premier tour | Premier tour | Second tour | Second tour | Sièges | Sièges |
| Tête de liste | Tête de liste | Parti(s) | Nuance | Voix         | %            | Voix        | %           | CM     | CC     |
| ------------- | ------------- | -------- | ------ | ------------ | ------------ | ----------- | ----------- | ------ | ------ |

### Condrieu
- Maire sortant : Philippe Marion (DVD)
- 27 sièges à pourvoir au conseil municipal (population légale 2022 : 3 945 habitants)
- 2 sièges à pourvoir au conseil communautaire (Vienne Condrieu Agglomération)

| Tête de liste | Tête de liste | Parti(s) | Nuance | Premier tour | Premier tour | Second tour | Second tour | Sièges | Sièges |
| Tête de liste | Tête de liste | Parti(s) | Nuance | Voix         | %            | Voix        | %           | CM     | CC     |
| ------------- | ------------- | -------- | ------ | ------------ | ------------ | ----------- | ----------- | ------ | ------ |

### Corbas
- Maire sortant : Alain Viollet (DVG)
- 33 sièges à pourvoir au conseil municipal (population légale 2022 : 11 196 habitants)

| Tête de liste | Tête de liste | Parti(s) | Nuance | Premier tour | Premier tour | Second tour | Second tour | Sièges |
| Tête de liste | Tête de liste | Parti(s) | Nuance | Voix         | %            | Voix        | %           | CM     |
| ------------- | ------------- | -------- | ------ | ------------ | ------------ | ----------- | ----------- | ------ |

### Cours
- Maire sortant : Patrice Verchère (LR)
- 29 sièges à pourvoir au conseil municipal (population légale 2022 : 4 329 habitants)
- 5 sièges à pourvoir au conseil communautaire (CA de l'Ouest Rhodanien)

| Tête de liste | Tête de liste | Parti(s) | Nuance | Premier tour | Premier tour | Second tour | Second tour | Sièges | Sièges |
| Tête de liste | Tête de liste | Parti(s) | Nuance | Voix         | %            | Voix        | %           | CM     | CC     |
| ------------- | ------------- | -------- | ------ | ------------ | ------------ | ----------- | ----------- | ------ | ------ |

### Craponne
- Maire sortante : Sandrine Chadier (DVD)
- 33 sièges à pourvoir au conseil municipal (population légale 2022 : 12 170 habitants)

| Tête de liste | Tête de liste | Parti(s) | Nuance | Premier tour | Premier tour | Second tour | Second tour | Sièges |
| Tête de liste | Tête de liste | Parti(s) | Nuance | Voix         | %            | Voix        | %           | CM     |
| ------------- | ------------- | -------- | ------ | ------------ | ------------ | ----------- | ----------- | ------ |

### Dardilly
- Maire sortante : Rose-France Fournillon (DVD)
- 29 sièges à pourvoir au conseil municipal (population légale 2022 : 8 980 habitants)

| Tête de liste | Tête de liste | Parti(s) | Nuance | Premier tour | Premier tour | Second tour | Second tour | Sièges | Sièges |
| Tête de liste | Tête de liste | Parti(s) | Nuance | Voix         | %            | Voix        | %           | CM     |        |
| ------------- | ------------- | -------- | ------ | ------------ | ------------ | ----------- | ----------- | ------ | ------ |

### Décines-Charpieu
- Maire sortante : Laurence Fautra (LR)
- 35 sièges à pourvoir au conseil municipal (population légale 2022 : 29 905 habitants)

| Tête de liste | Tête de liste | Parti(s) | Nuance | Premier tour | Premier tour | Second tour | Second tour | Sièges |
| Tête de liste | Tête de liste | Parti(s) | Nuance | Voix         | %            | Voix        | %           | CM     |
| ------------- | ------------- | -------- | ------ | ------------ | ------------ | ----------- | ----------- | ------ |

### Écully
- Maire sortant : Sébastien Michel (LR)
- 33 sièges à pourvoir au conseil municipal (population légale 2022 : 18 019 habitants)

| Tête de liste | Tête de liste | Parti(s) | Nuance | Premier tour | Premier tour | Second tour | Second tour | Sièges |
| Tête de liste | Tête de liste | Parti(s) | Nuance | Voix         | %            | Voix        | %           | CM     |
| ------------- | ------------- | -------- | ------ | ------------ | ------------ | ----------- | ----------- | ------ |

### Feyzin
- Maire sortant : Marc Mamet (PS)
- 29 sièges à pourvoir au conseil municipal (population légale 2022 : 9 727 habitants)

| Tête de liste | Tête de liste | Parti(s) | Nuance | Premier tour | Premier tour | Second tour | Second tour | Sièges |
| Tête de liste | Tête de liste | Parti(s) | Nuance | Voix         | %            | Voix        | %           | CM     |
| ------------- | ------------- | -------- | ------ | ------------ | ------------ | ----------- | ----------- | ------ |

### Fontaines-sur-Saône
- Maire sortant : Thierry Pouzol (DVD)
- 29 sièges à pourvoir au conseil municipal (population légale 2022 : 7 005 habitants)

| Tête de liste | Tête de liste | Parti(s) | Nuance | Premier tour | Premier tour | Second tour | Second tour | Sièges |
| Tête de liste | Tête de liste | Parti(s) | Nuance | Voix         | %            | Voix        | %           | CM     |
| ------------- | ------------- | -------- | ------ | ------------ | ------------ | ----------- | ----------- | ------ |

### Francheville
- Maire sortante : Claire Pouzin (LR)
- 33 sièges à pourvoir au conseil municipal (population légale 2022 : 15 664 habitants)

| Tête de liste | Tête de liste | Parti(s) | Nuance | Premier tour | Premier tour | Second tour | Second tour | Sièges |
| Tête de liste | Tête de liste | Parti(s) | Nuance | Voix         | %            | Voix        | %           | CM     |
| ------------- | ------------- | -------- | ------ | ------------ | ------------ | ----------- | ----------- | ------ |

### Genas
- Maire sortant : Daniel Valéro (HOR)
- 33 sièges à pourvoir au conseil municipal (population légale 2022 : 13 446 habitants)
- 12 sièges à pourvoir au conseil communautaire (CC de l'Est lyonnais)

| Tête de liste            | Tête de liste   | Parti(s) | Nuance | Premier tour | Premier tour | Second tour | Second tour | Sièges | Sièges |
| Tête de liste            | Tête de liste   | Parti(s) | Nuance | Voix         | %            | Voix        | %           | CM     | CC     |
| ------------------------ | --------------- | -------- | ------ | ------------ | ------------ | ----------- | ----------- | ------ | ------ |
|                          | Stéphanie Notin | SE       |        |              |              |             |             |        |        |
|                          |                 |          |        |              |              |             |             |        |        |
| Exprimés                 |                 |          |        |              |              |             |             |        |        |
| Votes blancs             |                 |          |        |              |              |             |             |        |        |
| Votes nuls               |                 |          |        |              |              |             |             |        |        |
| Total                    | Total           | Total    | Total  |              | 100          |             | 100         | 33     | 12     |
| Absentions               |                 |          |        |              |              |             |             |        |        |
| Inscrits / participation |                 |          |        |              |              |             |             |        |        |

### Genay
- Maire sortante : Valérie Giraud (DVC)
- 29 sièges à pourvoir au conseil municipal (population légale 2022 : 5 632 habitants)

| Tête de liste | Tête de liste | Parti(s) | Nuance | Premier tour | Premier tour | Second tour | Second tour | Sièges | Sièges |
| Tête de liste | Tête de liste | Parti(s) | Nuance | Voix         | %            | Voix        | %           | CM     |        |
| ------------- | ------------- | -------- | ------ | ------------ | ------------ | ----------- | ----------- | ------ | ------ |

### Givors
- Maire sortant : Mohamed Boudjellaba (DVG)
- 35 sièges à pourvoir au conseil municipal (population légale 2022 : 20 943 habitants)

| Tête de liste | Tête de liste | Parti(s) | Nuance | Premier tour | Premier tour | Second tour | Second tour | Sièges |
| Tête de liste | Tête de liste | Parti(s) | Nuance | Voix         | %            | Voix        | %           | CM     |
| ------------- | ------------- | -------- | ------ | ------------ | ------------ | ----------- | ----------- | ------ |

### Gleizé
- Maire sortant : Ghislain de Longevialle (LR)
- 29 sièges à pourvoir au conseil municipal (population légale 2022 : 7 824 habitants)
- 5 sièges à pourvoir au conseil communautaire (CA Villefranche Beaujolais Saône)

| Tête de liste | Tête de liste | Parti(s) | Nuance | Premier tour | Premier tour | Second tour | Second tour | Sièges | Sièges |
| Tête de liste | Tête de liste | Parti(s) | Nuance | Voix         | %            | Voix        | %           | CM     | CC     |
| ------------- | ------------- | -------- | ------ | ------------ | ------------ | ----------- | ----------- | ------ | ------ |

### Grézieu-la-Varenne
- Maire sortant : Bernard Romier (LR)
- 29 sièges à pourvoir au conseil municipal (population légale 2022 : 6 284 habitants)
- 6 sièges à pourvoir au conseil communautaire (CC des Vallons du Lyonnais)

| Tête de liste | Tête de liste | Parti(s) | Nuance | Premier tour | Premier tour | Second tour | Second tour | Sièges | Sièges |
| Tête de liste | Tête de liste | Parti(s) | Nuance | Voix         | %            | Voix        | %           | CM     | CC     |
| ------------- | ------------- | -------- | ------ | ------------ | ------------ | ----------- | ----------- | ------ | ------ |

### Grigny-sur-Rhône
- Maire sortant : Xavier Odo (LR)
- 29 sièges à pourvoir au conseil municipal (population légale 2022 : 9 941 habitants)

| Tête de liste | Tête de liste | Parti(s) | Nuance | Premier tour | Premier tour | Second tour | Second tour | Sièges | Sièges |
| Tête de liste | Tête de liste | Parti(s) | Nuance | Voix         | %            | Voix        | %           | CM     |        |
| ------------- | ------------- | -------- | ------ | ------------ | ------------ | ----------- | ----------- | ------ | ------ |

### Irigny
- Maire sortante : Blandine Freyer (RE)
- 29 sièges à pourvoir au conseil municipal (population légale 2022 : 8 909 habitants)

| Tête de liste | Tête de liste | Parti(s) | Nuance | Premier tour | Premier tour | Second tour | Second tour | Sièges | Sièges |
| Tête de liste | Tête de liste | Parti(s) | Nuance | Voix         | %            | Voix        | %           | CM     |        |
| ------------- | ------------- | -------- | ------ | ------------ | ------------ | ----------- | ----------- | ------ | ------ |

### Jonage
- Maire sortant : Lucien Barge (LR)
- 29 sièges à pourvoir au conseil municipal (population légale 2022 : 6 109 habitants)

| Tête de liste | Tête de liste | Parti(s) | Nuance | Premier tour | Premier tour | Second tour | Second tour | Sièges | Sièges |
| Tête de liste | Tête de liste | Parti(s) | Nuance | Voix         | %            | Voix        | %           | CM     |        |
| ------------- | ------------- | -------- | ------ | ------------ | ------------ | ----------- | ----------- | ------ | ------ |

### Lentilly
- Maire sortante : Nathalie Sorin (DVC)
- 29 sièges à pourvoir au conseil municipal (population légale 2022 : 6 541 habitants)
- 6 sièges à pourvoir au conseil communautaire (CC du Pays de L'Arbresle)

| Tête de liste | Tête de liste | Parti(s) | Nuance | Premier tour | Premier tour | Second tour | Second tour | Sièges | Sièges |
| Tête de liste | Tête de liste | Parti(s) | Nuance | Voix         | %            | Voix        | %           | CM     | CC     |
| ------------- | ------------- | -------- | ------ | ------------ | ------------ | ----------- | ----------- | ------ | ------ |

### Limas
- Maire sortant : Michel Thien (LR)
- 27 sièges à pourvoir au conseil municipal (population légale 2022 : 4 749 habitants)
- 4 sièges à pourvoir au conseil communautaire (CA Villefranche Beaujolais Saône)

| Tête de liste | Tête de liste | Parti(s) | Nuance | Premier tour | Premier tour | Second tour | Second tour | Sièges | Sièges |
| Tête de liste | Tête de liste | Parti(s) | Nuance | Voix         | %            | Voix        | %           | CM     | CC     |
| ------------- | ------------- | -------- | ------ | ------------ | ------------ | ----------- | ----------- | ------ | ------ |

### Limonest
- Maire sortant : Max Vincent (UDI-FED)
- 27 sièges à pourvoir au conseil municipal (population légale 2022 : 3 933 habitants)

| Tête de liste | Tête de liste | Parti(s) | Nuance | Premier tour | Premier tour | Second tour | Second tour | Sièges | Sièges |
| Tête de liste | Tête de liste | Parti(s) | Nuance | Voix         | %            | Voix        | %           | CM     |        |
| ------------- | ------------- | -------- | ------ | ------------ | ------------ | ----------- | ----------- | ------ | ------ |

### Lyon
- Maire sortant : Grégory Doucet (LÉ)
- 73 sièges à pourvoir au conseil municipal (population légale 2022 : 520 774 habitants)

| Tête de liste            | Tête de liste              | Parti(s) | Nuance | Premier tour | Premier tour | Second tour | Second tour | Sièges |  |
| Tête de liste            | Tête de liste              | Parti(s) | Nuance | Voix         | %            | Voix        | %           | CM     |  |
| ------------------------ | -------------------------- | -------- | ------ | ------------ | ------------ | ----------- | ----------- | ------ |  |
|                          | Grégory Doucet,            | LÉ       |        |              |              |             |             |        |  |
|                          | Georges Képénékian,        | DVC      |        |              |              |             |             |        |  |
|                          | Christophe Marguin         | DVD      |        |              |              |             |             |        |  |
|                          | Pierre Oliver,             | LR       |        |              |              |             |             |        |  |
|                          | Alexandre Humbert Dupalais | UDR-RN   |        |              |              |             |             |        |  |
|                          |                            |          |        |              |              |             |             |        |  |
| Exprimés                 |                            |          |        |              |              |             |             |        |  |
| Votes blancs             |                            |          |        |              |              |             |             |        |  |
| Votes nuls               |                            |          |        |              |              |             |             |        |  |
| Total                    | Total                      | Total    | Total  |              | 100          |             | 100         | 73     |  |
| Absentions               |                            |          |        |              |              |             |             |        |  |
| Inscrits / participation |                            |          |        |              |              |             |             |        |  |

### Marcy-l'Étoile
- Maire sortant : Loïc Commun (DVD)
- 27 sièges à pourvoir au conseil municipal (population légale 2022 : 3 711 habitants)

| Tête de liste | Tête de liste | Parti(s) | Nuance | Premier tour | Premier tour | Second tour | Second tour | Sièges |
| Tête de liste | Tête de liste | Parti(s) | Nuance | Voix         | %            | Voix        | %           | CM     |
| ------------- | ------------- | -------- | ------ | ------------ | ------------ | ----------- | ----------- | ------ |

### Messimy
- Maire sortante : Marie-Agnès Berger (DVD)
- 27 sièges à pourvoir au conseil municipal (population légale 2022 : 3 565 habitants)
- 4 sièges à pourvoir au conseil communautaire (CC des Vallons du Lyonnais)

| Tête de liste | Tête de liste | Parti(s) | Nuance | Premier tour | Premier tour | Second tour | Second tour | Sièges | Sièges |
| Tête de liste | Tête de liste | Parti(s) | Nuance | Voix         | %            | Voix        | %           | CM     | CC     |
| ------------- | ------------- | -------- | ------ | ------------ | ------------ | ----------- | ----------- | ------ | ------ |

### Meyzieu
- Maire sortant : Christophe Quiniou (LR)
- 39 sièges à pourvoir au conseil municipal (population légale 2022 : 36 437 habitants)

| Tête de liste            | Tête de liste       | Parti(s) | Nuance | Premier tour | Premier tour | Second tour | Second tour | Sièges |  |
| Tête de liste            | Tête de liste       | Parti(s) | Nuance | Voix         | %            | Voix        | %           | CM     |  |
| ------------------------ | ------------------- | -------- | ------ | ------------ | ------------ | ----------- | ----------- | ------ |  |
|                          | Christophe Quiniou, | LR       |        |              |              |             |             |        |  |
|                          |                     |          |        |              |              |             |             |        |  |
| Exprimés                 |                     |          |        |              |              |             |             |        |  |
| Votes blancs             |                     |          |        |              |              |             |             |        |  |
| Votes nuls               |                     |          |        |              |              |             |             |        |  |
| Total                    | Total               | Total    | Total  |              | 100          |             | 100         | 39     |  |
| Absentions               |                     |          |        |              |              |             |             |        |  |
| Inscrits / participation |                     |          |        |              |              |             |             |        |  |

### Millery
- Maire sortante : Françoise Gauquelin (DVD)
- 27 sièges à pourvoir au conseil municipal (population légale 2022 : 4 323 habitants)
- 6 sièges à pourvoir au conseil communautaire (CC de la Vallée du Garon)

| Tête de liste | Tête de liste | Parti(s) | Nuance | Premier tour | Premier tour | Second tour | Second tour | Sièges | Sièges |
| Tête de liste | Tête de liste | Parti(s) | Nuance | Voix         | %            | Voix        | %           | CM     | CC     |
| ------------- | ------------- | -------- | ------ | ------------ | ------------ | ----------- | ----------- | ------ | ------ |

### Mions
- Maire sortant : Mickaël Paccaud (LR)
- 33 sièges à pourvoir au conseil municipal (population légale 2022 : 13 716 habitants)

| Tête de liste | Tête de liste | Parti(s) | Nuance | Premier tour | Premier tour | Second tour | Second tour | Sièges |
| Tête de liste | Tête de liste | Parti(s) | Nuance | Voix         | %            | Voix        | %           | CM     |
| ------------- | ------------- | -------- | ------ | ------------ | ------------ | ----------- | ----------- | ------ |

### Mornant
- Maire sortant : Renaud Pfeffer (LR)
- 29 sièges à pourvoir au conseil municipal (population légale 2022 : 6 261 habitants)
- 7 sièges à pourvoir au conseil communautaire (CC du Pays mornantais)

| Tête de liste | Tête de liste | Parti(s) | Nuance | Premier tour | Premier tour | Second tour | Second tour | Sièges | Sièges |
| Tête de liste | Tête de liste | Parti(s) | Nuance | Voix         | %            | Voix        | %           | CM     | CC     |
| ------------- | ------------- | -------- | ------ | ------------ | ------------ | ----------- | ----------- | ------ | ------ |

### La Mulatière
- Maire sortante : Véronique Déchamps (DVD)
- 29 sièges à pourvoir au conseil municipal (population légale 2022 : 6 554 habitants)

| Tête de liste | Tête de liste | Parti(s) | Nuance | Premier tour | Premier tour | Second tour | Second tour | Sièges |
| Tête de liste | Tête de liste | Parti(s) | Nuance | Voix         | %            | Voix        | %           | CM     |
| ------------- | ------------- | -------- | ------ | ------------ | ------------ | ----------- | ----------- | ------ |

### Neuville-sur-Saône
- Maire sortant : Vincent Alamercery (LÉ)
- 29 sièges à pourvoir au conseil municipal (population légale 2022 : 7 807 habitants)

| Tête de liste | Tête de liste | Parti(s) | Nuance | Premier tour | Premier tour | Second tour | Second tour | Sièges |
| Tête de liste | Tête de liste | Parti(s) | Nuance | Voix         | %            | Voix        | %           | CM     |
| ------------- | ------------- | -------- | ------ | ------------ | ------------ | ----------- | ----------- | ------ |

### Oullins-Pierre-Bénite
- Maire sortant : Jérôme Moroge (LR)
- 43 sièges à pourvoir au conseil municipal (population légale 2022 : 37 928 habitants)

| Tête de liste            | Tête de liste  | Parti(s) | Nuance | Premier tour | Premier tour | Second tour | Second tour | Sièges |  |
| Tête de liste            | Tête de liste  | Parti(s) | Nuance | Voix         | %            | Voix        | %           | CM     |  |
| ------------------------ | -------------- | -------- | ------ | ------------ | ------------ | ----------- | ----------- | ------ |  |
|                          | Jérôme Moroge, | LR       |        |              |              |             |             |        |  |
|                          |                |          |        |              |              |             |             |        |  |
| Exprimés                 |                |          |        |              |              |             |             |        |  |
| Votes blancs             |                |          |        |              |              |             |             |        |  |
| Votes nuls               |                |          |        |              |              |             |             |        |  |
| Total                    | Total          | Total    | Total  |              | 100          |             | 100         | 43     |  |
| Absentions               |                |          |        |              |              |             |             |        |  |
| Inscrits / participation |                |          |        |              |              |             |             |        |  |

### Porte des Pierres Dorées
- Maire sortant : Jean-Paul Gasquet (DVD)
- 29 sièges à pourvoir au conseil municipal (population légale 2022 : 4 079 habitants)
- 4 sièges à pourvoir au conseil communautaire (CC Beaujolais Pierres Dorées)

| Tête de liste | Tête de liste | Parti(s) | Nuance | Premier tour | Premier tour | Second tour | Second tour | Sièges | Sièges |
| Tête de liste | Tête de liste | Parti(s) | Nuance | Voix         | %            | Voix        | %           | CM     | CC     |
| ------------- | ------------- | -------- | ------ | ------------ | ------------ | ----------- | ----------- | ------ | ------ |

### Pusignan
- Maire sortante : Anita Di Murro (DVD)
- 27 sièges à pourvoir au conseil municipal (population légale 2022 : 4 145 habitants)
- 4 sièges à pourvoir au conseil communautaire (CC de l'Est lyonnais)

| Tête de liste | Tête de liste | Parti(s) | Nuance | Premier tour | Premier tour | Second tour | Second tour | Sièges | Sièges |
| Tête de liste | Tête de liste | Parti(s) | Nuance | Voix         | %            | Voix        | %           | CM     | CC     |
| ------------- | ------------- | -------- | ------ | ------------ | ------------ | ----------- | ----------- | ------ | ------ |

### Quincieux
- Maire sortant : Pascal David (DVD)
- 27 sièges à pourvoir au conseil municipal (population légale 2022 : 3 620 habitants)

| Tête de liste | Tête de liste | Parti(s) | Nuance | Premier tour | Premier tour | Second tour | Second tour | Sièges |
| Tête de liste | Tête de liste | Parti(s) | Nuance | Voix         | %            | Voix        | %           | CM     |
| ------------- | ------------- | -------- | ------ | ------------ | ------------ | ----------- | ----------- | ------ |

### Rillieux-la-Pape
- Maire sortant : Alexandre Vincendet (HOR)
- 39 sièges à pourvoir au conseil municipal (population légale 2022 : 31 479 habitants)

| Tête de liste | Tête de liste | Parti(s) | Nuance | Premier tour | Premier tour | Second tour | Second tour | Sièges |
| Tête de liste | Tête de liste | Parti(s) | Nuance | Voix         | %            | Voix        | %           | CM     |
| ------------- | ------------- | -------- | ------ | ------------ | ------------ | ----------- | ----------- | ------ |

### Saint-Bonnet-de-Mure
- Maire sortant : Jean-Pierre Jourdain (RE)
- 29 sièges à pourvoir au conseil municipal (population légale 2022 : 6 988 habitants)
- 7 sièges à pourvoir au conseil communautaire (CC de l'Est lyonnais)

| Tête de liste | Tête de liste | Parti(s) | Nuance | Premier tour | Premier tour | Second tour | Second tour | Sièges | Sièges |
| Tête de liste | Tête de liste | Parti(s) | Nuance | Voix         | %            | Voix        | %           | CM     | CC     |
| ------------- | ------------- | -------- | ------ | ------------ | ------------ | ----------- | ----------- | ------ | ------ |

### Saint-Cyr-au-Mont-d'Or
- Maire sortant : Patrick Guillot (DVD)
- 29 sièges à pourvoir au conseil municipal (population légale 2022 : 6 113 habitants)

| Tête de liste | Tête de liste | Parti(s) | Nuance | Premier tour | Premier tour | Second tour | Second tour | Sièges |
| Tête de liste | Tête de liste | Parti(s) | Nuance | Voix         | %            | Voix        | %           | CM     |
| ------------- | ------------- | -------- | ------ | ------------ | ------------ | ----------- | ----------- | ------ |

### Saint-Didier-au-Mont-d'Or
- Maire sortante : Marie-Hélène Mathieu (DVD)
- 29 sièges à pourvoir au conseil municipal (population légale 2022 : 7 405 habitants)

| Tête de liste | Tête de liste | Parti(s) | Nuance | Premier tour | Premier tour | Second tour | Second tour | Sièges |
| Tête de liste | Tête de liste | Parti(s) | Nuance | Voix         | %            | Voix        | %           | CM     |
| ------------- | ------------- | -------- | ------ | ------------ | ------------ | ----------- | ----------- | ------ |

### Saint-Fons
- Maire sortant : Christian Duchêne (DVG)
- 33 sièges à pourvoir au conseil municipal (population légale 2022 : 19 549 habitants)

| Tête de liste | Tête de liste | Parti(s) | Nuance | Premier tour | Premier tour | Second tour | Second tour | Sièges |
| Tête de liste | Tête de liste | Parti(s) | Nuance | Voix         | %            | Voix        | %           | CM     |
| ------------- | ------------- | -------- | ------ | ------------ | ------------ | ----------- | ----------- | ------ |

### Saint-Genis-Laval
- Maire sortant : Marylène Millet (LC-LNC)
- 35 sièges à pourvoir au conseil municipal (population légale 2022 : 21 329 habitants)

| Tête de liste | Tête de liste | Parti(s) | Nuance | Premier tour | Premier tour | Second tour | Second tour | Sièges |
| Tête de liste | Tête de liste | Parti(s) | Nuance | Voix         | %            | Voix        | %           | CM     |
| ------------- | ------------- | -------- | ------ | ------------ | ------------ | ----------- | ----------- | ------ |

### Saint-Genis-les-Ollières
- Maire sortant : Didier Cretenet (DVD)
- 29 sièges à pourvoir au conseil municipal (population légale 2022 : 5 370 habitants)

| Tête de liste | Tête de liste | Parti(s) | Nuance | Premier tour | Premier tour | Second tour | Second tour | Sièges |
| Tête de liste | Tête de liste | Parti(s) | Nuance | Voix         | %            | Voix        | %           | CM     |
| ------------- | ------------- | -------- | ------ | ------------ | ------------ | ----------- | ----------- | ------ |

### Saint-Georges-de-Reneins
- Maire sortant : Patrick Baghdassarian (DVD)
- 27 sièges à pourvoir au conseil municipal (population légale 2022 : 4 533 habitants)
- 5 sièges à pourvoir au conseil communautaire (CC Saône-Beaujolais)

| Tête de liste | Tête de liste | Parti(s) | Nuance | Premier tour | Premier tour | Second tour | Second tour | Sièges | Sièges |
| Tête de liste | Tête de liste | Parti(s) | Nuance | Voix         | %            | Voix        | %           | CM     | CC     |
| ------------- | ------------- | -------- | ------ | ------------ | ------------ | ----------- | ----------- | ------ | ------ |

### Saint-Laurent-de-Mure
- Maire sortant : Patrick Fiorini (DVD)
- 29 sièges à pourvoir au conseil municipal (population légale 2022 : 5 651 habitants)
- 5 sièges à pourvoir au conseil communautaire (CC de l'Est lyonnais)

| Tête de liste | Tête de liste | Parti(s) | Nuance | Premier tour | Premier tour | Second tour | Second tour | Sièges | Sièges |
| Tête de liste | Tête de liste | Parti(s) | Nuance | Voix         | %            | Voix        | %           | CM     | CC     |
| ------------- | ------------- | -------- | ------ | ------------ | ------------ | ----------- | ----------- | ------ | ------ |

### Saint-Martin-en-Haut
- Maire sortant : Régis Chambe (DVD)
- 27 sièges à pourvoir au conseil municipal (population légale 2022 : 3 917 habitants)
- 4 sièges à pourvoir au conseil communautaire (CC des Monts du Lyonnais)

| Tête de liste | Tête de liste | Parti(s) | Nuance | Premier tour | Premier tour | Second tour | Second tour | Sièges | Sièges |
| Tête de liste | Tête de liste | Parti(s) | Nuance | Voix         | %            | Voix        | %           | CM     | CC     |
| ------------- | ------------- | -------- | ------ | ------------ | ------------ | ----------- | ----------- | ------ | ------ |

### Saint-Pierre-de-Chandieu
- Maire sortant : Raphaël Ibanez (DVD)
- 27 sièges à pourvoir au conseil municipal (population légale 2022 : 4 588 habitants)
- 4 sièges à pourvoir au conseil communautaire (CC de l'Est lyonnais)

| Tête de liste | Tête de liste | Parti(s) | Nuance | Premier tour | Premier tour | Second tour | Second tour | Sièges | Sièges |
| Tête de liste | Tête de liste | Parti(s) | Nuance | Voix         | %            | Voix        | %           | CM     | CC     |
| ------------- | ------------- | -------- | ------ | ------------ | ------------ | ----------- | ----------- | ------ | ------ |

### Saint-Priest
- Maire sortant : Gilles Gascon (LR)
- 43 sièges à pourvoir au conseil municipal (population légale 2022 : 49 193 habitants)

| Tête de liste            | Tête de liste  | Parti(s) | Nuance | Premier tour | Premier tour | Second tour | Second tour | Sièges |  |
| Tête de liste            | Tête de liste  | Parti(s) | Nuance | Voix         | %            | Voix        | %           | CM     |  |
| ------------------------ | -------------- | -------- | ------ | ------------ | ------------ | ----------- | ----------- | ------ |  |
|                          | Gilles Gascon, | LR       |        |              |              |             |             |        |  |
|                          |                |          |        |              |              |             |             |        |  |
| Exprimés                 |                |          |        |              |              |             |             |        |  |
| Votes blancs             |                |          |        |              |              |             |             |        |  |
| Votes nuls               |                |          |        |              |              |             |             |        |  |
| Total                    | Total          | Total    | Total  |              | 100          |             | 100         | 43     |  |
| Absentions               |                |          |        |              |              |             |             |        |  |
| Inscrits / participation |                |          |        |              |              |             |             |        |  |

### Saint-Symphorien-d'Ozon
- Maire sortant : Pierre Ballesio (DVD)
- 29 sièges à pourvoir au conseil municipal (population légale 2022 : 6 076 habitants)
- 7 sièges à pourvoir au conseil communautaire (CC du Pays de l'Ozon)

| Tête de liste | Tête de liste | Parti(s) | Nuance | Premier tour | Premier tour | Second tour | Second tour | Sièges | Sièges |
| Tête de liste | Tête de liste | Parti(s) | Nuance | Voix         | %            | Voix        | %           | CM     | CC     |
| ------------- | ------------- | -------- | ------ | ------------ | ------------ | ----------- | ----------- | ------ | ------ |

### Saint-Symphorien-sur-Coise
- Maire sortant : Jérôme Banino (DVD)
- 27 sièges à pourvoir au conseil municipal (population légale 2022 : 3 749 habitants)
- 4 sièges à pourvoir au conseil communautaire (CC des Monts du Lyonnais)

| Tête de liste | Tête de liste | Parti(s) | Nuance | Premier tour | Premier tour | Second tour | Second tour | Sièges | Sièges |
| Tête de liste | Tête de liste | Parti(s) | Nuance | Voix         | %            | Voix        | %           | CM     | CC     |
| ------------- | ------------- | -------- | ------ | ------------ | ------------ | ----------- | ----------- | ------ | ------ |

### Sainte-Foy-lès-Lyon
- Maire sortante : Véronique Sarselli (LR)
- 35 sièges à pourvoir au conseil municipal (population légale 2022 : 21 893 habitants)

| Tête de liste | Tête de liste | Parti(s) | Nuance | Premier tour | Premier tour | Second tour | Second tour | Sièges |
| Tête de liste | Tête de liste | Parti(s) | Nuance | Voix         | %            | Voix        | %           | CM     |
| ------------- | ------------- | -------- | ------ | ------------ | ------------ | ----------- | ----------- | ------ |

### Sathonay-Camp
- Maire sortant : Damien Monnier (DVC)
- 29 sièges à pourvoir au conseil municipal (population légale 2022 : 7 039 habitants)

| Tête de liste | Tête de liste | Parti(s) | Nuance | Premier tour | Premier tour | Second tour | Second tour | Sièges |
| Tête de liste | Tête de liste | Parti(s) | Nuance | Voix         | %            | Voix        | %           | CM     |
| ------------- | ------------- | -------- | ------ | ------------ | ------------ | ----------- | ----------- | ------ |

### Soucieu-en-Jarrest
- Maire sortant : Arnaud Savoie (DVC)
- 27 sièges à pourvoir au conseil municipal (population légale 2022 : 4 652 habitants)
- 5 sièges à pourvoir au conseil communautaire (CC du Pays mornantais)

| Tête de liste | Tête de liste | Parti(s) | Nuance | Premier tour | Premier tour | Second tour | Second tour | Sièges | Sièges |
| Tête de liste | Tête de liste | Parti(s) | Nuance | Voix         | %            | Voix        | %           | CM     | CC     |
| ------------- | ------------- | -------- | ------ | ------------ | ------------ | ----------- | ----------- | ------ | ------ |

### Tarare
- Maire sortant : Bruno Peylachon (LR)
- 33 sièges à pourvoir au conseil municipal (population légale 2022 : 10 881 habitants)
- 13 sièges à pourvoir au conseil communautaire (CA de l'Ouest Rhodanien)

| Tête de liste | Tête de liste | Parti(s) | Nuance | Premier tour | Premier tour | Second tour | Second tour | Sièges | Sièges |
| Tête de liste | Tête de liste | Parti(s) | Nuance | Voix         | %            | Voix        | %           | CM     | CC     |
| ------------- | ------------- | -------- | ------ | ------------ | ------------ | ----------- | ----------- | ------ | ------ |

### Tassin-la-Demi-Lune
- Maire sortant : Pascal Charmot (LR)
- 35 sièges à pourvoir au conseil municipal (population légale 2022 : 22 819 habitants)

| Tête de liste | Tête de liste | Parti(s) | Nuance | Premier tour | Premier tour | Second tour | Second tour | Sièges |
| Tête de liste | Tête de liste | Parti(s) | Nuance | Voix         | %            | Voix        | %           | CM     |
| ------------- | ------------- | -------- | ------ | ------------ | ------------ | ----------- | ----------- | ------ |

### Ternay
- Maire sortant : Mattia Scotti (SE)
- 29 sièges à pourvoir au conseil municipal (population légale 2022 : 5 582 habitants)
- 6 sièges à pourvoir au conseil communautaire (CC du Pays de l'Ozon)

| Tête de liste | Tête de liste | Parti(s) | Nuance | Premier tour | Premier tour | Second tour | Second tour | Sièges | Sièges |
| Tête de liste | Tête de liste | Parti(s) | Nuance | Voix         | %            | Voix        | %           | CM     | CC     |
| ------------- | ------------- | -------- | ------ | ------------ | ------------ | ----------- | ----------- | ------ | ------ |

### Thizy-les-Bourgs
- Maire sortant : Ludovic Cherpin (SE)
- 29 sièges à pourvoir au conseil municipal (population légale 2022 : 5 794 habitants)
- 7 sièges à pourvoir au conseil communautaire (CA de l'Ouest Rhodanien)

| Tête de liste            | Tête de liste | Parti(s) | Nuance | Premier tour | Premier tour | Second tour | Second tour | Sièges | Sièges |
| Tête de liste            | Tête de liste | Parti(s) | Nuance | Voix         | %            | Voix        | %           | CM     | CC     |
| ------------------------ | ------------- | -------- | ------ | ------------ | ------------ | ----------- | ----------- | ------ | ------ |
|                          | Rémi Berthoux | RN       |        |              |              |             |             |        |        |
|                          |               |          |        |              |              |             |             |        |        |
| Exprimés                 |               |          |        |              |              |             |             |        |        |
| Votes blancs             |               |          |        |              |              |             |             |        |        |
| Votes nuls               |               |          |        |              |              |             |             |        |        |
| Total                    | Total         | Total    | Total  |              | 100          |             | 100         | 29     | 7      |
| Absentions               |               |          |        |              |              |             |             |        |        |
| Inscrits / participation |               |          |        |              |              |             |             |        |        |

### La Tour-de-Salvagny
- Maire sortant : Gilles Pillon (DVD)
- 27 sièges à pourvoir au conseil municipal (population légale 2022 : 4 460 habitants)

| Tête de liste | Tête de liste | Parti(s) | Nuance | Premier tour | Premier tour | Second tour | Second tour | Sièges |
| Tête de liste | Tête de liste | Parti(s) | Nuance | Voix         | %            | Voix        | %           | CM     |
| ------------- | ------------- | -------- | ------ | ------------ | ------------ | ----------- | ----------- | ------ |

### Val d'Oingt
- Maire sortant : Pascal Terrier (DVG)
- 29 sièges à pourvoir au conseil municipal (population légale 2022 : 4 143 habitants)
- 4 sièges à pourvoir au conseil communautaire (CC Beaujolais Pierres Dorées)

| Tête de liste | Tête de liste | Parti(s) | Nuance | Premier tour | Premier tour | Second tour | Second tour | Sièges | Sièges |
| Tête de liste | Tête de liste | Parti(s) | Nuance | Voix         | %            | Voix        | %           | CM     | CC     |
| ------------- | ------------- | -------- | ------ | ------------ | ------------ | ----------- | ----------- | ------ | ------ |

### Vaugneray
- Maire sortant : Daniel Jullien (UDI)
- 33 sièges à pourvoir au conseil municipal (population légale 2022 : 6 198 habitants)
- 6 sièges à pourvoir au conseil communautaire (CC des Vallons du Lyonnais)

| Tête de liste | Tête de liste | Parti(s) | Nuance | Premier tour | Premier tour | Second tour | Second tour | Sièges | Sièges |
| Tête de liste | Tête de liste | Parti(s) | Nuance | Voix         | %            | Voix        | %           | CM     | CC     |
| ------------- | ------------- | -------- | ------ | ------------ | ------------ | ----------- | ----------- | ------ | ------ |

### Vaulx-en-Velin
- Maire sortante : Hélène Geoffroy (PS)
- 45 sièges à pourvoir au conseil municipal (population légale 2022 : 52 448 habitants)

| Tête de liste | Tête de liste | Parti(s) | Nuance | Premier tour | Premier tour | Second tour | Second tour | Sièges |
| Tête de liste | Tête de liste | Parti(s) | Nuance | Voix         | %            | Voix        | %           | CM     |
| ------------- | ------------- | -------- | ------ | ------------ | ------------ | ----------- | ----------- | ------ |

### Vénissieux
- Maire sortant : Michèle Picard (PCF)
- 49 sièges à pourvoir au conseil municipal (population légale 2022 : 66 701 habitants)

| Tête de liste | Tête de liste | Parti(s) | Nuance | Premier tour | Premier tour | Second tour | Second tour | Sièges |
| Tête de liste | Tête de liste | Parti(s) | Nuance | Voix         | %            | Voix        | %           | CM     |
| ------------- | ------------- | -------- | ------ | ------------ | ------------ | ----------- | ----------- | ------ |

### Vernaison
- Maire sortant : Julien Vuillemard (LR)
- 29 sièges à pourvoir au conseil municipal (population légale 2022 : 5 175 habitants)

| Tête de liste | Tête de liste | Parti(s) | Nuance | Premier tour | Premier tour | Second tour | Second tour | Sièges |
| Tête de liste | Tête de liste | Parti(s) | Nuance | Voix         | %            | Voix        | %           | CM     |
| ------------- | ------------- | -------- | ------ | ------------ | ------------ | ----------- | ----------- | ------ |

### Villefranche-sur-Saône
- Maire sortant : Thomas Ravier (UDI)
- 39 sièges à pourvoir au conseil municipal (population légale 2022 : 36 224 habitants)
- 27 sièges à pourvoir au conseil communautaire (CA Villefranche Beaujolais Saône)

| Tête de liste | Tête de liste | Parti(s) | Nuance | Premier tour | Premier tour | Second tour | Second tour | Sièges | Sièges |
| Tête de liste | Tête de liste | Parti(s) | Nuance | Voix         | %            | Voix        | %           | CM     | CC     |
| ------------- | ------------- | -------- | ------ | ------------ | ------------ | ----------- | ----------- | ------ | ------ |

### Villeurbanne
- Maire sortant : Cédric Van Styvendael (PS)
- 59 sièges à pourvoir au conseil municipal (population légale 2022 : 162 207 habitants)

| Tête de liste | Tête de liste | Parti(s) | Nuance | Premier tour | Premier tour | Second tour | Second tour | Sièges |
| Tête de liste | Tête de liste | Parti(s) | Nuance | Voix         | %            | Voix        | %           | CM     |
| ------------- | ------------- | -------- | ------ | ------------ | ------------ | ----------- | ----------- | ------ |

### Vindry-sur-Turdine
- Maire sortant : Christian Pradel (DVC)
- 33 sièges à pourvoir au conseil municipal (population légale 2022 : 5 283 habitants)
- 6 sièges à pourvoir au conseil communautaire (CA de l'Ouest Rhodanien)

| Tête de liste | Tête de liste | Parti(s) | Nuance | Premier tour | Premier tour | Second tour | Second tour | Sièges | Sièges |
| Tête de liste | Tête de liste | Parti(s) | Nuance | Voix         | %            | Voix        | %           | CM     | CC     |
| ------------- | ------------- | -------- | ------ | ------------ | ------------ | ----------- | ----------- | ------ | ------ |